# 海軍陸戰隊 (日本)
海軍陸戰隊（日语：〔〕／）是由大日本帝國海軍人员组成的地面作战部队，这些海军人员被组织进行进攻性行动，并在海外和日本本土防御日本海军设施。